# Милан Париводић
Милан Париводић (Београд, 23. јануар 1966) српски је адвокат, политичар и универзитетски професор. Париводић је професор међународног привредног и уговорног права при Европском центру за мир и развој (ECPD) Факултета за мир Уједињених нација и бивши министар за економске односе са иностранством од 19. октобра 2004. до 15. маја 2007. године и министар координатор министарства финансија од 14. новембра 2006. до 15. маја 2007. године.

## Биографија

### Младост и образовање
Матурирао је са одличним успехом у седамнаестој години као најмлађи матурант Четрнаесте београдске гимназије и стекао звање техничара за топлотну физику. Након средње школе, одслужио је обавезни војни рок, па почео студије на Правном факултету Универзитета у Београду, а у току студија је био стипендиста Републичке фондације за стипендирање научног и уметничког подмлатка и добијао је награде за постигнут успех. Студије је завршио са просечном оценом 9,38.
Магистрирао је са одликом права у Београду са темом “Уговори о ексклузивној дистрибуцији”. Другу магистратуру LL.M. стекао је на Лондонском универзитетском колеџу, такође из међународног трговачког и финансијског права. На Правном факултету у Београду 2002. докторирао са одликом, одбранивши тезу “Уговор о франшизингу”. Правосудни испит и испит за патетног заступника је положио у Београду.

### Правна каријера
После 5. октобра 2000 радио је на модернизацији правног система Републике Србије и до сада учествовао у писању преко 10 закона, и био правни консултант Светске банке, Међународне финансијске корпорације и других. Судски је преводилац за енглески језик. Примљен је у Адвокатску комору Београда 2004. године, а саветује стране инвеститоре око инвестиционих пројеката у разним индустријама. Од 2007. до 2009. године је био партнер у адвокатској фирми Wolf Theiss. Власник је адвокатске канцеларије Париводић.

### Универзитетска каријера
Предавао је грађанско и стварно право на Правном факултету у Београду од 1991. до 1994. године, а тренутно је професор међународног привредног и уговорног права при Европском центру за мир и развој (ECPD) Факултета за мир Уједињених нација.

### Политичка каријера
Од 19. октобра 2004. до 15. маја 2007. године је служио као министар за економске односе са иностранством Републике Србије, а од 4. новембра 2006. до 15. маја 2007. године је служио као в.д министар финансија Републике Србије.
За време свог мандата је спровео законодавну реформу: Закон о спољнотрговинском пословању, Закон о хипотеци, Закон о арбитражи, Закон о реституцији имовине и другим верским заједницама, Закон о посебним овлашћењима ради ефикасне заштите интелектуалне својине. Написао је и Нацрт закон о денационализацији и грађевинском земљишту, нацрт Својинског законика, пројекат новог Закона о грађевини и урбанизму. За време његовог мандата је Србија потписала Централноевропски уговор о слободној трговини, а такође је и покренуто приступање Србије Светској трговинској организацији.

### Чланства
Париводић је члан Крунског савета, Економског савета Београдске Патријаршије, управног одбора Бечког економског форума и члан Атлантског Савета САД.

## Одабрана дела[2]
- Ексклузивна дистрибуција у правима Југославија и Европске заједнице, 1996
- Право међународног франшизинга, 2003

## Одликовања
| Минијатура | Одликовање                           | Додељује                    |
| ---------- | ------------------------------------ | --------------------------- |
|            | Орден Карађорђеве звезде трећег реда | Краљевска кућа Карађорђевић |
|            | Орден Белог орла, првог реда         | Краљевска кућа Карађорђевић |